# NGC 6461
NGC 6461 é uma galáxia espiral (Sab) localizada na direcção da constelação de Draco. Possui uma declinação de +74° 02' 02" e uma ascensão recta de 17 horas, 39 minutos e 56,6 segundos.
A galáxia NGC 6461 foi descoberta em 18 de Setembro de 1884 por Lewis A. Swift.